# 1332
1332 (MCCCXXXII) a fost un an bisect al calendarului iulian, care a început într-o zi de vineri.

## Evenimente
- 18 februarie: Amda Seyon I, împăratul Etiopiei începe campaniile asupra statelor musulmane din sud.
- 10-11 august: Bătălia de la Dupplin Moor. În cadrul unui război civil din Scoția, trupele regelui David al II-lea sunt înfrânte de cele ale rebelilor din familia Balliol, sprijinite de englezi.
- 24 septembrie: Edward Balliol se încoronează la Scone ca rege al Scoției.
- 7 noiembrie: Lucerna se alătură cantoanelor din Confederația Helvetică.
- 16 decembrie: Bătălia de la Annal. Fidelii regelui David al II-lea al Scoției zdrobesc pe rebelul Edward Balliol.

### Nedatate
- Acordul economic de la Visegrád, prin care Ungaria, Boemia și Polonia boicotează comerțul cu Viena.
- Amiralul genovez Antonio Grimaldi înfrânge pe catalani și pe aragonezi.
- Hanul Uzbek oferă negustorilor din Genova și Veneția un teritoriu la gura Donului, unde aceștia își fixează comptuare.
- Johannis Plebanus de Bystricia, cel dintâi paroh din Bistrița, este atestat documentar, în registrele de evidență ale dijmelor papale pe anii 1332-1333.
- Orașul Cortona este anexat de Florența.
- Prima mențiune a orașului Târgu-Mureș din Transilvania (sub numele de Novum Forum Siculorum).

## Arte, științe, literatură și filozofie
- Conflict între Universitatea din Paris, susținută de regele Filip al VI-lea al Franței, și papa Ioan al XXII-lea.
- Papa Ioan al XXII-lea înființează Universitatea din Cahors.

## Nașteri
- 27 mai: Ibn Khaldun, istoric arab (d. 1406)
- 8 iunie: Cangrande al II-lea della Scala, senior de Verona (d. 1359)
- 18 iunie: Ioan al V-lea Paleolog, împărat bizantin (d. 1391)
- 10 octombrie: Carol al II-lea, rege al Navarrei (d. 1387)
- Andrea Vanni, pictor italian (d.c. 1414)
- Franco Sacchetti, poet și scriitor italian (d. 1400)
- Frederic al II-lea, marchiz de Saluzzo (d. 1396)
- Frederic al III-lea, landgraf de Thuringia (Meissen) (d. 1381)
- Mohamed al VI-lea, sultan de Granada (d. 1362)
- Ștefan, duce de Slavonia (d. 1354)
- Xu Da, conducător militar chinez (d. 1385)
- William Langland, poet englez (d. 1386)

## Decese
- 13 februarie: Andronic al II-lea Paleologul, împărat bizantin (n. 1259)
- 13 martie: Theodor Metochites, om de stat și patron al artelor bizantin (n. 1270)
- 2 august: Christopher al II-lea, rege al Danemarcei (n. 1276)

### Nedatate
- Gaddo Gaddi, 71 ani, pictor din Florența (n. 1260)
- Nuwairi, enciclopedist din Egipt (n. ?)

## Înscăunări
- Maghan, rege al Mali (1332-1336).